# Église Notre-Dame-des-Menus
Église Notre-Dame-des-Menus är en kyrka i Boulogne-Billancourt i Frankrike, vars historia går tillbaka till medeltiden.